# Isarphilharmonie

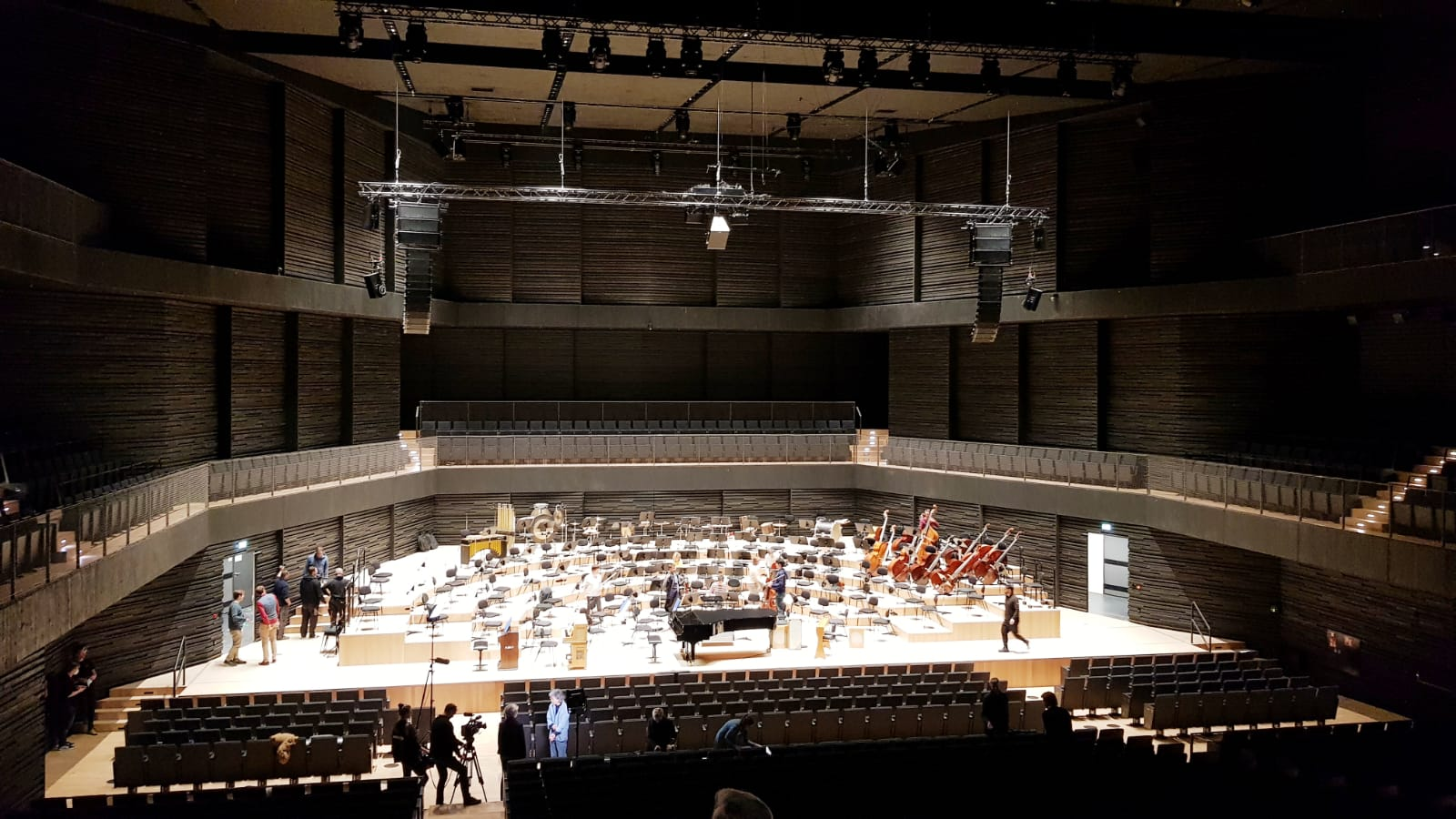
Isarphilharmonie München 2021

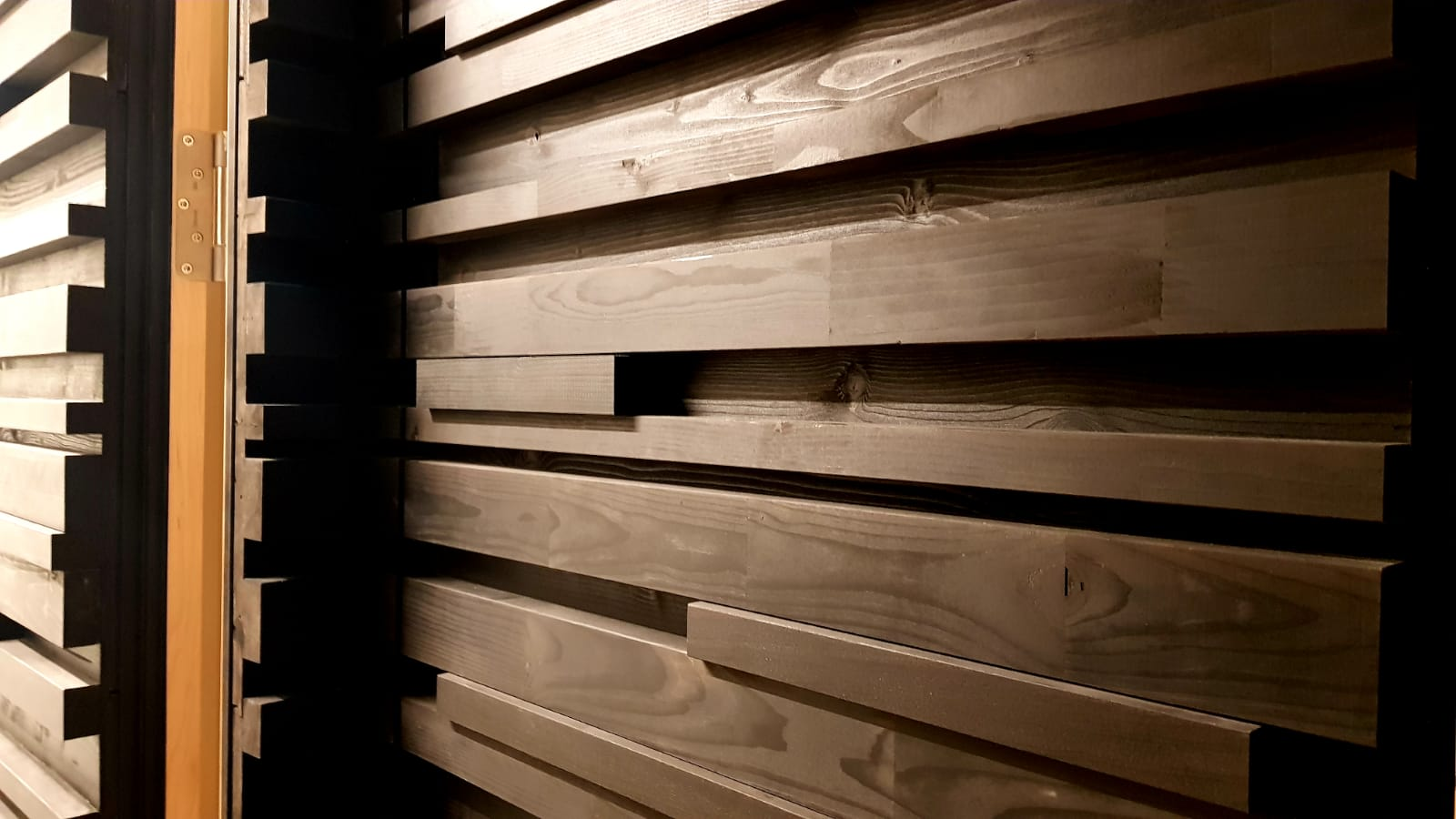
Isarphilharmonie München 2021, Innenverkleidung mit schwarzem Fichtenholz

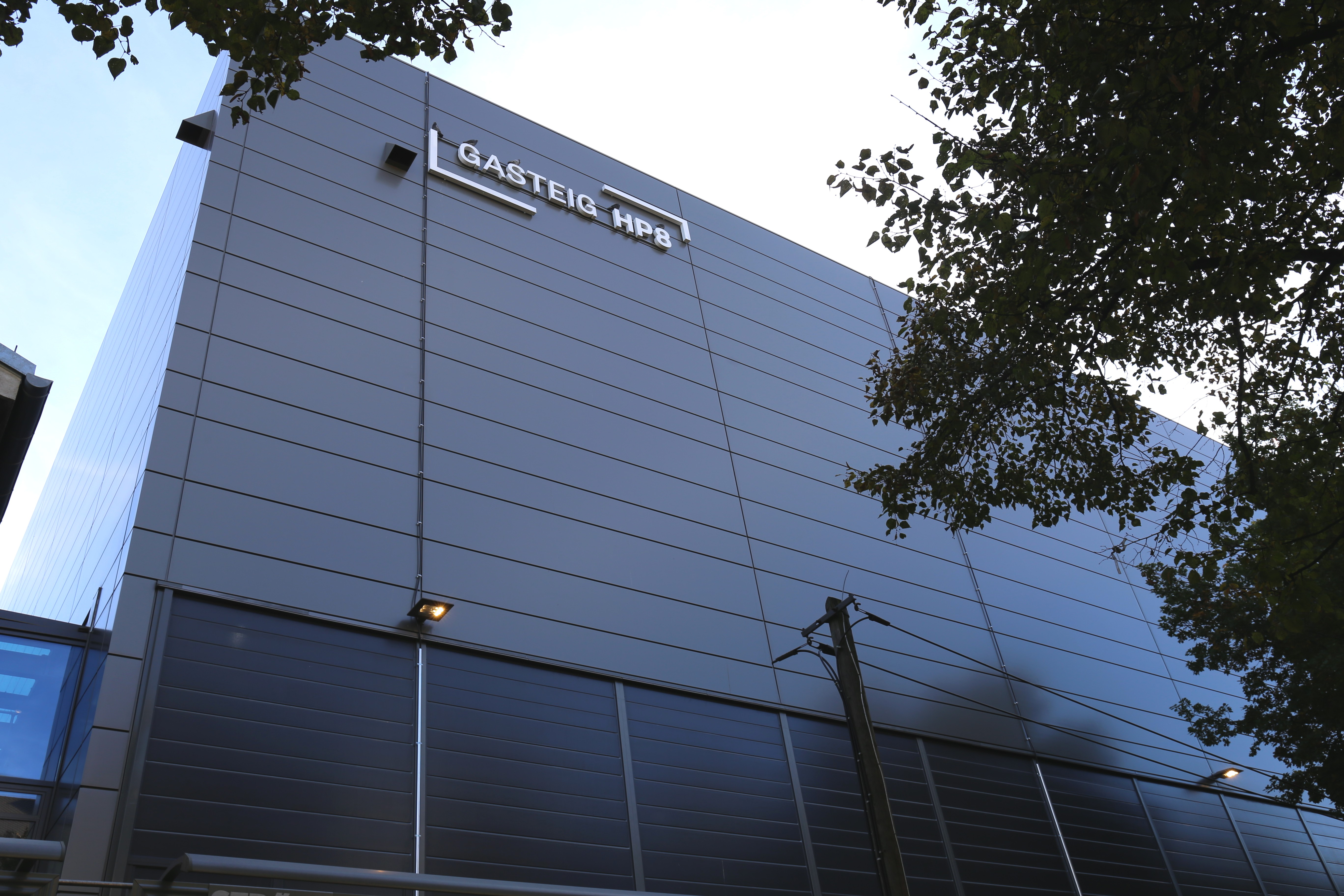
Neubau

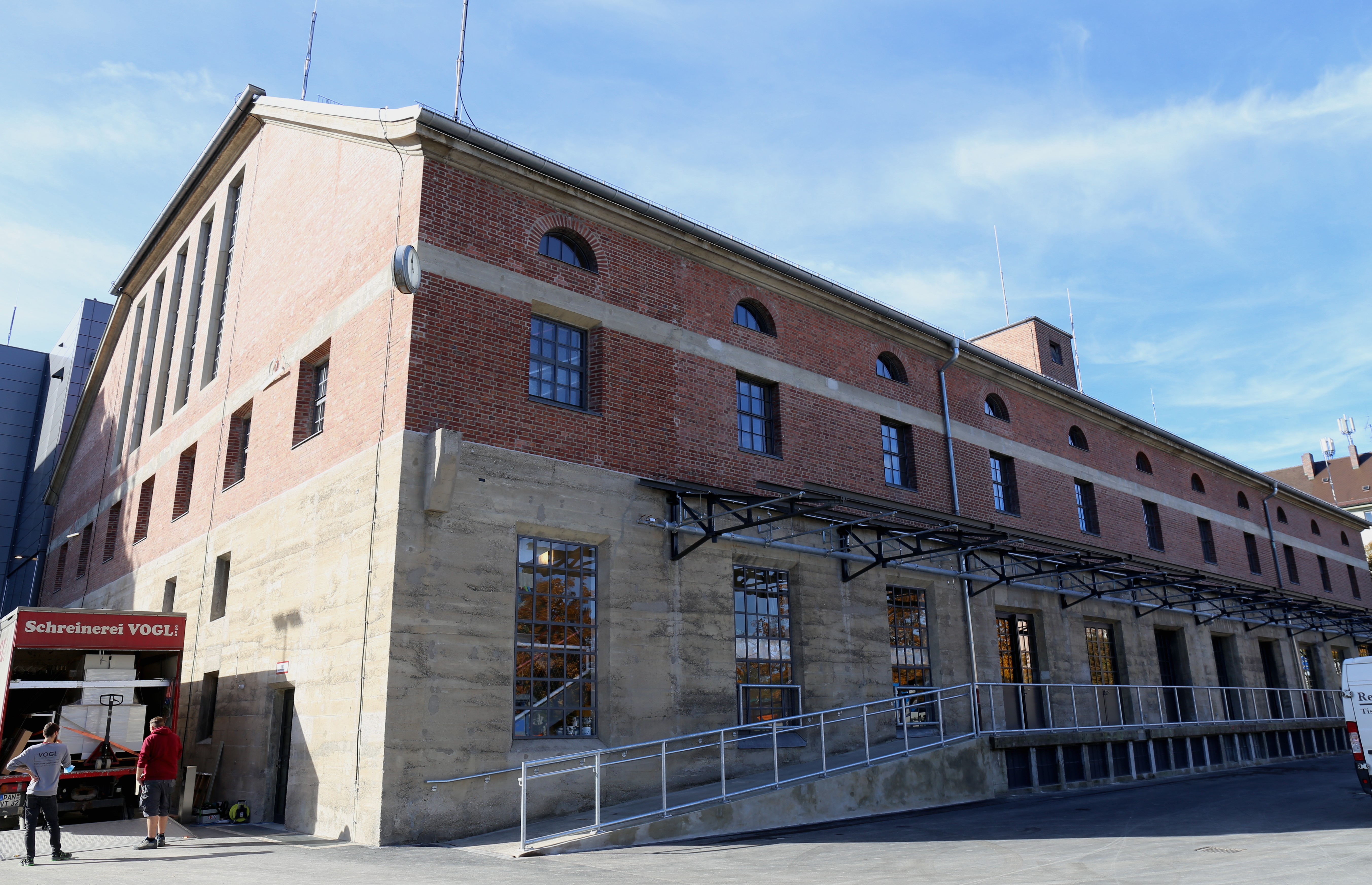
Altbau

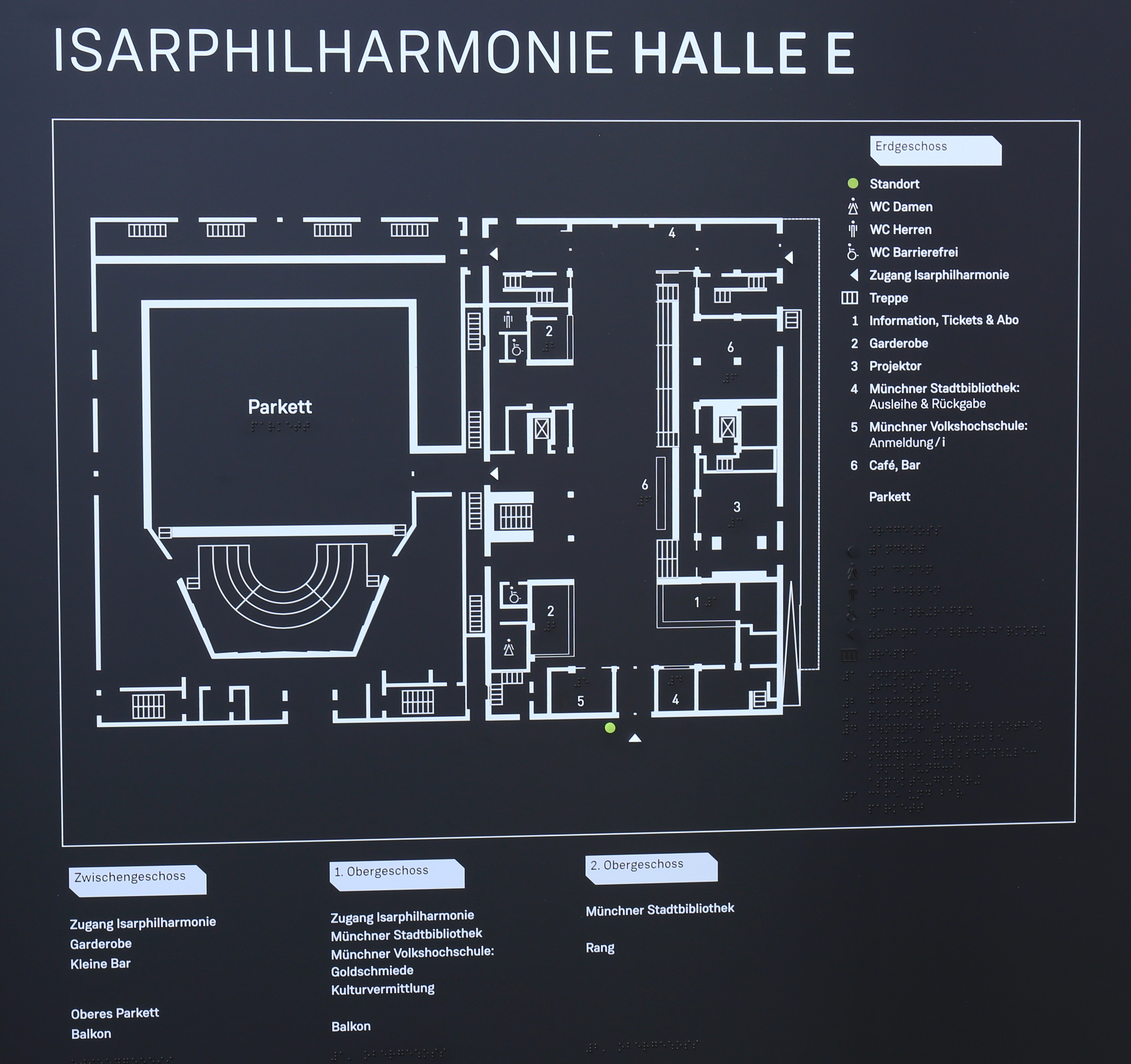
Lageplan

Die Isarphilharmonie ist ein im Oktober 2021 eröffneter Konzertsaal in München. Sie bietet Platz für ca. 1900 Personen und befindet sich auf dem Gelände „Gasteig HP8“, das durch einen Namenswettbewerb nach seiner Adresse Hans-Preißinger-Straße 8 in München-Sendling benannt wurde. Sie ist als Ausweichquartier für alle Nutzungen der Philharmonie im Kulturzentrum Gasteig während seiner Sanierung bis 2027 (voraussichtliche Mindestdauer) entstanden. Hier residieren nicht nur die Münchner Philharmoniker, hier spielen auch das Symphonieorchester des Bayerischen Rundfunks und viele weitere Stars und Orchester. Die Interims-Filiale der Münchner Stadtbibliothek eröffnete zudem im November 2021 in der Halle E im Gasteig HP8.

## Architektur
Die Konzerthalle besteht aus einer Stahlkonstruktion mit einem Raumvolumen von fast 60.000 Kubikmetern. Der Konzertsaal selbst ist aus vorgefertigten Vollholz-Elementen in die Konstruktion eingepasst. Das dunkel lasierte Holz, die Stühle ebenfalls aus dunklem Holz und Textilen, stehen im Kontrast zum Bühnenboden aus hellem Holz vor einem Chorbalkon. Die Anordnung der Zuhörerplätze und die Position der Bühne erinnern an das Musiikkitalo – Helsinkis Musikhaus.
Die Bühnenfläche beträgt ca. 272 m². Entworfen wurde die neue Wirkungsstätte der Münchner Philharmoniker von Meinhard von Gerkan und Stephan Schütz vom Architekturbüro Gerkan, Marg und Partner, die Umsetzung erfolgte durch die Schweizer „Nüssli Gruppe“. Yasuhisa Toyota und sein Büro Nagata Acoustics waren für die Akustik verantwortlich.
Das als Provisorium gedachte Bauwerk kostete lediglich 43 Millionen Euro. Der Neubau schließt an eine zum Foyer umgebaute, denkmalgeschützte Trafohalle an. Der alte Industriebau aus Backsteinen der Stadtwerke München wurde damit zu einem Kulturzentrum mit angeschlossener Bibliothek umfunktioniert. In nur drei Jahren, davon waren nur eineinhalb Jahre die reine Bauzeit, ist somit dort ein neuer Konzertsaal entstanden.

## Das Eröffnungskonzert
Am 8. Oktober 2021 fand in München in dem neuen Konzertsaal das Eröffnungskonzert der Münchner Philharmoniker (Dirigent Waleri Gergijew) statt.
Diese Werke kamen zur Aufführung:
- Thierry Escaich: Arising Dances, Auftragswerk und Uraufführung
- Ludwig van Beethoven: Konzert für Klavier und Orchester Nr. 4 G-Dur op. 58 (Solist: Daniil Trifonow)[6]
- Henri Dutilleux: Métaboles
- Rodion Schtschedrin: Der versiegelte Engel: I. Wahrlich. Engel Gottes für Chor und Flöte (mit dem Philharmonischen Chor)
- Maurice Ravel: Daphnis et Chloé, Suite Nr. 2 (mit dem Philharmonischen Chor)

Die Anordnung der Ränge und die Position der Bühne geben dem Raum eine hervorragende Akustik, die in dem Konzert maximal ausgespielt wurde.
Anschließend gab es vom Publikum begeisterten und enthusiastischen Applaus.